# Reiseintensität
Die Reiseintensität ist in der Reisebranche und im Tourismus eine volkswirtschaftliche Kennzahl, die den Anteil der Bevölkerung ab 14 Jahren wiedergibt, der innerhalb eines Jahres mindestens eine Urlaubsreise mit einer Dauer von mindestens fünf Tagen unternommen hat.

## Allgemeines
Mit der Reiseintensität wird nicht die Häufigkeit von Urlaubsreisen pro Jahr angegeben, sondern der Anteil der Bevölkerung, der verreist. Da nicht jeder eine Urlaubsreise im Inland oder im Ausland antreten kann (aus finanziellen oder gesundheitlichen Gründen), wird die Reiseintensität niemals 100 % erreichen. Zudem werden nicht diejenigen Reisenden erfasst, die lediglich einen oder mehrere Kurzurlaube von weniger als fünf Tagen unternehmen.

## Statistik
Aus den progressiven Steigerungsraten der Reiseintensität bis 1992 lässt sich die zunehmende Reisefreudigkeit der Deutschen ablesen.
| Jahr | Reiseintensität (in %) |
| ---- | ---------------------- |
| 1954 | 24,0                   |
| 1964 | 39,0                   |
| 1972 | 49,0                   |
| 1982 | 55,0                   |
| 1992 | 71,1                   |
| 2002 | 75,3                   |
| 2005 | 73,6                   |
| 2010 | 75,7                   |
| 2015 | 77,0                   |
| 2018 | 78,1                   |
| 2019 | 78,2                   |
| 2020 | 63,0                   |

Der starke Rückgang der Reiseintensität im Jahre 2020 ist auf die Corona-Pandemie zurückzuführen. Die durchschnittliche Reisedauer des Haupturlaubs lag 1983 noch bei 17,4 Tagen und bewegte sich ab 2008 um 13 Tage. Sie lag 2019 bei genau 13 Tagen.

## Wirtschaftliche Aspekte
Die Einflussgrößen der Reiseintensität sind das Einkommen der Privathaushalte, der Bildungsstand, der Beruf, das Lebensalter und die Größe des Wohnorts. Mit zunehmendem Einkommen, höherem Bildungsgrad und beruflichen Status sowie bei Stadtbewohnern ist die Reisefreude stark ausgeprägt, mit zunehmendem Alter sinkt sie.

## Abgrenzung
Die Reiseintensität ist von der Reisehäufigkeit zu unterscheiden. Letztere gibt die durchschnittliche Anzahl der Reisen pro Reisendem innerhalb eines Jahres an. Sie lag 2018 in Deutschland bei 1,3 Reisen im Jahr.

## International
In der Schweiz liegt die Reiseintensität mit knapp um die 90 % schwankend deutlich über der deutschen, 2019 erreichte sie 88,2 %. Allerdings werden hier Kinder ab sechs Jahren mitgezählt, und es genügt bereits eine Übernachtung. In Österreich schwankt die Kennzahl um die 60 %, sie lag 2019 bei 60,9 % und fiel 2020 coronabedingt auf 38,1 %.